# Mummy Nanny
Mummy Nanny – Unsere Mumie ist die Beste ist eine französisch-deutsche Zeichentrickserie aus dem Jahr 1999. Produziert wurde die Serie im Auftrag von France 2 und Super RTL. Die Serie handelt von einer wiedererweckten ägyptischen Mumie, die als Kindermädchen arbeitet.

## Handlung
Im alten Ägypten stiehlt die untalentierte Jungzauberin Nil aus Versehen den Schatten von Trist-O-Tis, einem Freund ihres Onkels und Lehrmeisters Atonkelton. Aus Scham versteckt sie sich in einer leerstehenden Pyramide, wo sie einen Zauberspruch an einer Wand aufsagt und dadurch in eine Mumie verwandelt wird, die in ihren Bandagen eine Schatzkarte birgt und die wiedererweckt wird, sollte jemals jemand ihren Sarkophag öffnen.
5000 Jahre später wird Nils Sarkophag gefunden und nach Europa gebracht. Dort sucht das weltfremde Ehepaar Wunderlich nach einem Au-pair-Mädchen für seine beiden Kinder Alex und Samanta. Als sie das bösartige und strenge neue Kindermädchen am Flughafen abholen wollen, finden die Kinder Nils Sarkophag und erwecken sie zum Leben. Kurzentschlossen geben sie Nil als das bestellte Kindermädchen aus und nehmen sie mit nach Hause. Dort stellt die 5000 Jahre alte Mumie das Leben der Familie gründlich auf den Kopf. Zusätzliche Probleme bringen Nils Onkel Atonkelton und Trist-O-Tis, die durch ein Zeitportal kommen können, und Gauner Boss-A-Nova mit seinen Handlangern Langfinger und Blondie, die auf der Jagd nach der Schatzkarte der Mumie sind.

## Charaktere
- Nil ist eine 5000 Jahre alte Mumie, die durch einen alten Zauber zum Leben erweckt wurde und nun bei den Wunderlichs als Haus- und Kindermädchen arbeitet. Sie besitzt magische Kräfte, die aber ständig nach hinten losgehen. Ihre altmodische Lebensweise und ihr Technikunverständnis fallen trotzdem niemals auf. In ihren Bandagen ist eine Schatzkarte versteckt, was sie allerdings selbst nicht weiß. Ebenfalls weiß sie nicht, dass sie von Boss-A-Nova und seinen Handlangern gejagt wird.

- Alex Wunderlich ist der Sohn der Wunderlichs, Bruder von Samanta und der wahrscheinlich Intelligenteste im Haus. Im Gegensatz zu seinen Eltern bekommt er alles mit. Er kennt Nils Geheimnis und steht hinter ihr.

- Samanta Wunderlich ist die Tochter im Hause und Schwester von Alex. Sie liebt Videospiele und Mädchenkram. Sie kennt ebenfalls Nils Geheimnis, ist aber gegen Zauberei. Außerdem schwärmt sie sehr für Fernsehmoderator Arnold.

- Julius Wunderlich ist der Vater von Alex und Samanta und begnadeter Schriftsteller. Weil er sich ständig versucht in seine Romanfiguren einzuleben, ist er extrem weltfremd und bekommt nie mit, was rund um ihn herum geschieht. Er kennt Nils Geheimnis nicht.

- Dorothea Wunderlich ist die Mutter von Alex und Samanta und promovierte Chemikerin und Biologin. Sie kennt Nils Geheimnis ebenfalls nicht und ist sonst lieber mit ihren Experimenten beschäftigt als mit allem anderen. Ein Running Gag ist ihr extrem gefährlicher Fahrstil.

- Boss-A-Nova ist ein Gangsterboss, der sich die Mumie der Wunderlichs schnappen will, um an die Schatzkarte in den Bandagen zu kommen. Mit seinen Handlangern Langfinger und Blondie versucht er daher ständig in das Haus der Wunderlichs einzubrechen, um die Mumie zu holen, da er glaubt, dass die Wunderlichs Bescheid wissen und selbst Kriminelle sind. Er weiß nicht, dass es sich bei der Mumie um Nil handelt.

- Atonkelton und Trist-O-Tis sind die ehemaligen Zaubereilehrmeister von Nil. Trist-O-Tis ist seit dem Verlust seines Schattens schwer depressiv und gibt Atonkeltons Nichte Nil die Schuld dafür. Atonkelton hingegen hat Verständnis für Nil. Beide können durch ein Zeitportal in die Gegenwart gelangen, sobald jemand in der Zukunft den Namen des unsterblichen Pharaos Setzensiesichdoch (oder die Aufforderung sich hinzusetzen 'Setzen Sie sich doch!') ausspricht.

- Arnold ist der extrem dumme und gierige Moderator beim Lokalfernsehen. Er wird von allen Frauen geliebt. Er ist permanent anwesend, um über Dinge zu berichten, in die die Wunderlichs involviert sind.

## Produktion und Veröffentlichung
Die Serie mit 26 Folgen wurde im Auftrag von France 2 und Super RTL von Les Cartooneurs Associés und EM TV Merchandising AG produziert. Das Drehbuch wurde geschrieben von Denis Olivieri und Claude Prothée, die Musik komponierten Gérald Roberts und Didier Riey. Das Charakterdesign stammt von Fabrice Parme.
Die Sendung lief vom 17. April bis 22. Mai 2001 auf Super RTL erstmals im deutschen Fernsehen. Es folgten Wiederholungen bei Das Vierte und Anixe. Ab dem 7. Juli 2001 wurde die Serie in Frankreich von France 2 ausgestrahlt.